# Mesochorus jihyetanus
Mesochorus jihyetanus là một loài tò vò trong họ Ichneumonidae.